# Progenitores de brotes de rayos gamma

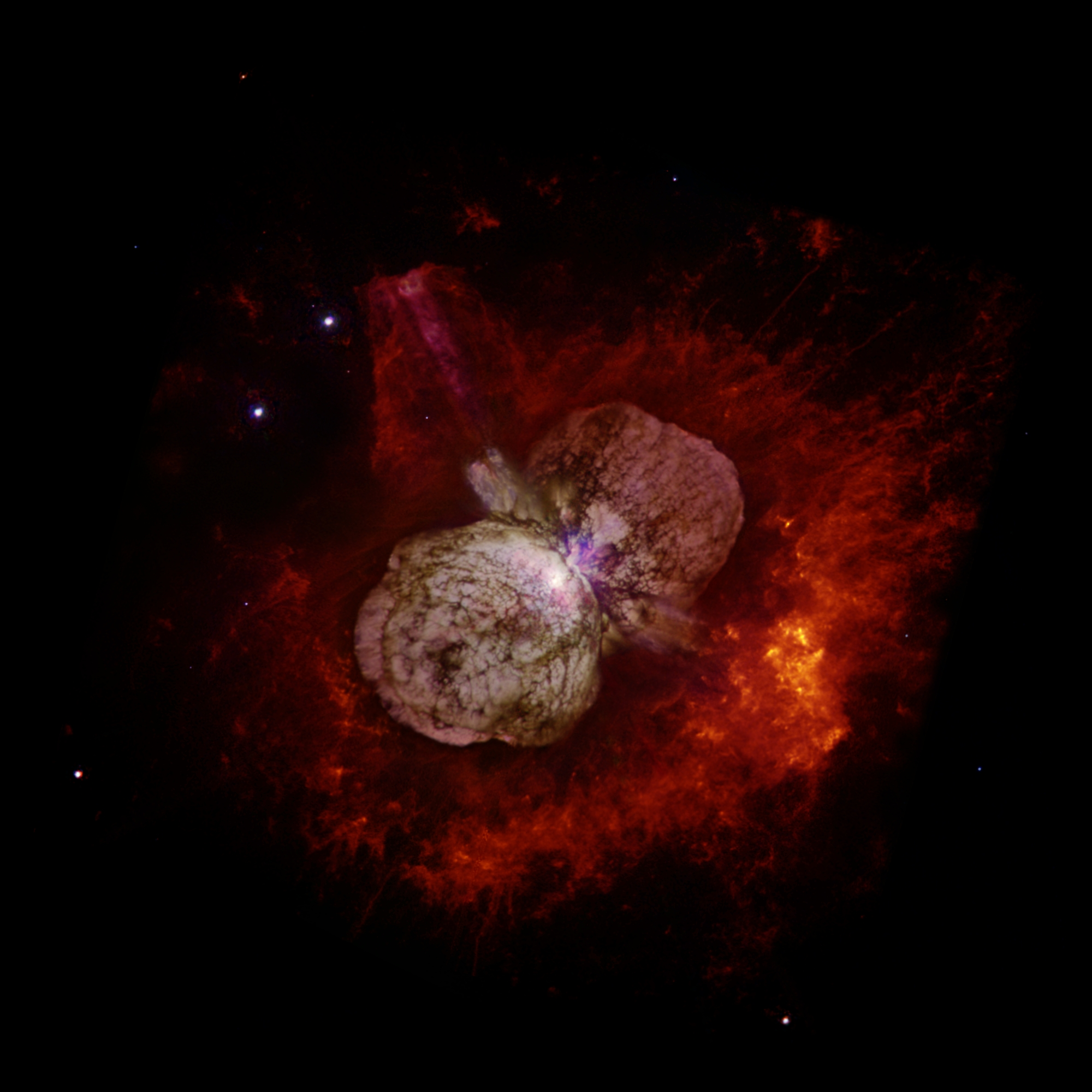
Eta Carinae, en la constelación de Carina.

Los progenitores de brotes de rayos gamma (GRB en inglés) son objetos celestes que emiten radiación gamma, pueden durar desde una fracción de segundo a varios minutos. Los brotes pueden ser constantes o variar rápidamente de intensidad y su limitada observación da paso a la creación de teorías como agujeros negros, destellos magnéticos de enanas blancas, aumento de materia en estrellas de neutrones, aumento de antimateria, supernovas y eliminación de energía rotacional de agujeros negros supermasivos (Ruderman, 1975).
Existen al menos dos tipos diferentes de progenitores o fuentes de GRB: uno responsable de las explosiones de espectro de larga duración y uno responsable de las explosiones de espectro de corta duración. Se cree que los progenitores de GRB largos son estrellas masivas, de baja metalicidad que explotan debido al colapso de sus núcleos y que los progenitores de GRB cortos surgen de fusiones de sistemas binarios compactos como estrellas de neutrones, lo que se confirmó mediante la observación de una fusión de estrellas de neutrones y una kilonova en la onda gravitatoria GW170817.

## GRB de estrellas masivas

### Modelo de hipernova

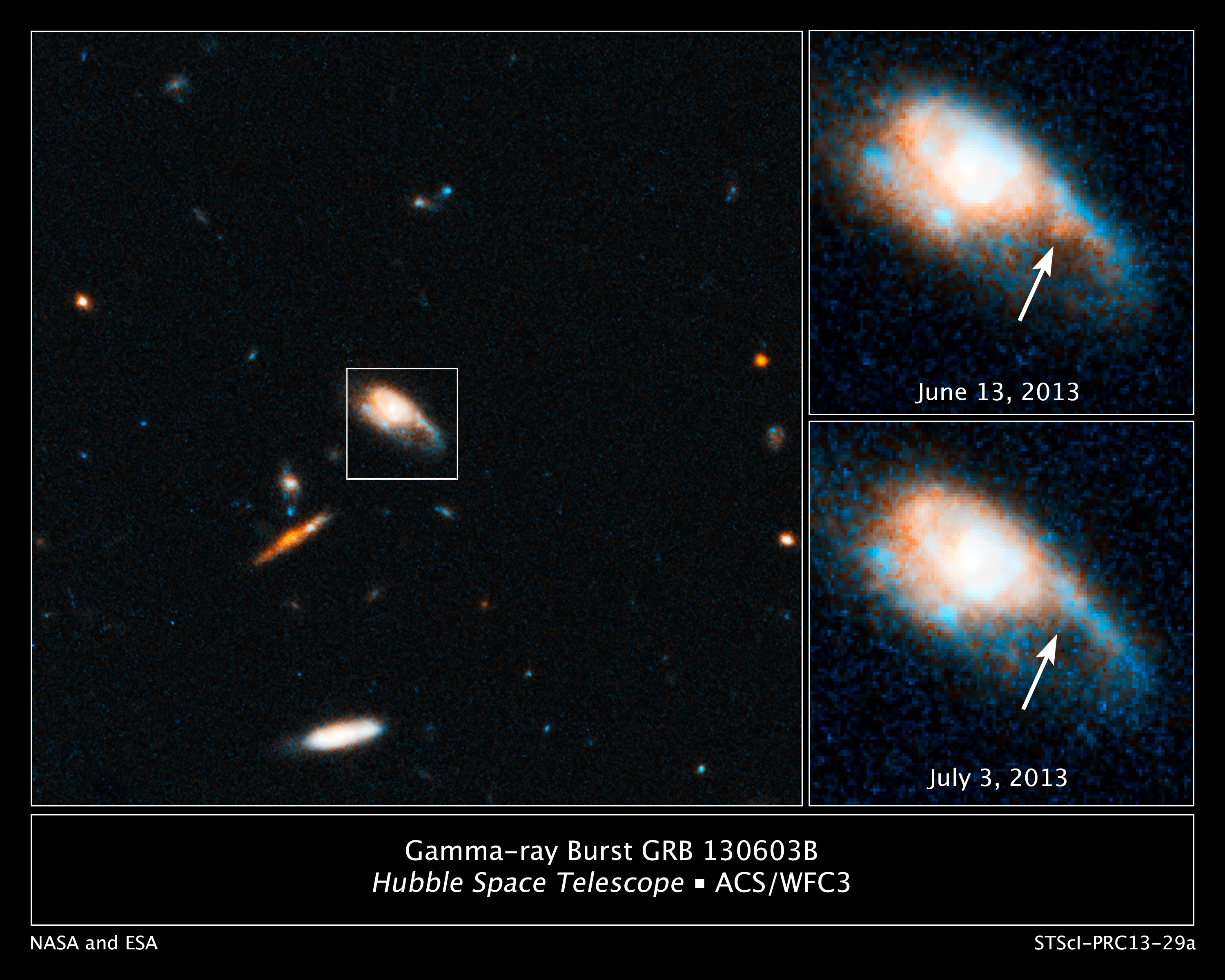
Explosión de rayos gamma captada por el telescopio espacial Hubble.

A partir de 2007, existe un acuerdo en la comunidad astrofísica de que las explosiones de larga duración se asocian con la muerte de estrellas masivas en un tipo específico de evento similar a una supernova, comúnmente denominado colapso o hipernova (MacFadyen, Woosley y Heger, 2001). Las estrellas muy masivas son capaces de fusionar el material en sus centros, momento en el cual una estrella no puede continuar generando energía por fusión y colapsa, entonces se forma un agujero negro. La materia de la estrella alrededor del núcleo cae hacia el centro y gira en un disco de acrecimiento de alta densidad. La caída de este material en el agujero negro conduce un par de explosiones a lo largo del eje rotacional, donde la densidad de la materia es mucho menor que en el disco de acrecimiento, hacia los polos de la estrella a velocidades cercanas a la de la luz, creando una onda de choque en la parte delantera (Blandford y McKee, 1976). Si la estrella no está rodeada por una gruesa y difusa envoltura de hidrógeno, el material de los chorros puede llegar hasta la superficie estelar. El choque principal se acelera a medida que la densidad de la materia estelar por la que viaja disminuye. Una vez que alcanza la superficie, la onda de choque estalla en el espacio, con gran parte de su energía liberada en forma de rayos gamma (Blandford y McKee, 1976).
Se requieren tres condiciones muy especiales para que una estrella evolucione hasta una explosión de rayos gamma bajo esta teoría: la estrella debe ser muy masiva para formar un agujero negro, la estrella debe estar girando rápidamente para desarrollar un toro de acrecimiento capaz de lanzar los brotes y debe tener una baja metalicidad para arrancar su envoltura de hidrógeno, para que los brotes puedan alcanzar la superficie. Como resultado, las explosiones de rayos gamma son mucho más raras que las supernovas ordinarias, que solo requieren que la estrella cuente con la suficiente masa como para fusionarse con el hierro (Fynbo, 2006).

### Evidencias
Este consenso se basa en gran medida en dos líneas de evidencia. Primero, las ráfagas largas de rayos gamma se encuentran sin excepción en sistemas con abundante formación estelar reciente, como en galaxias irregulares y en los brazos de galaxias espirales. Esta es una fuerte evidencia de un vínculo con estrellas masivas, que evolucionan y mueren en unos pocos cientos de millones de años y nunca se encuentran en regiones donde la formación de estrellas ha cesado por mucho tiempo (Bloom, Kulkarni y Djorgovski, 2002).
Existen varios casos observados en los que una supernova ha continuado con una explosión de rayos gamma. La mayoría de los GRB se producen demasiado lejos para que los instrumentos actuales puedan detectarlos. Algunos casos analizados son de estrellas tipo Ib e Ic, una clase rara de supernova causada por el colapso del núcleo. Las supernovas tipo Ib e Ic carecen de líneas de absorción de hidrógeno, lo que es consistente con la predicción teórica de las estrellas que han perdido su envoltura de hidrógeno. Los GRB con las firmas de supernova más obvias incluyen GRB 060218 (En la SN (supernova) 2006aj) (Sollerman, 2006), GRB 030329 (SN 2003dh) (Mazzali, 2003) y GRB 980425 (SN 1998bw), y un puñado de GRB más lejanos (Kulkarni, 1998).

## Magnetoestrellas

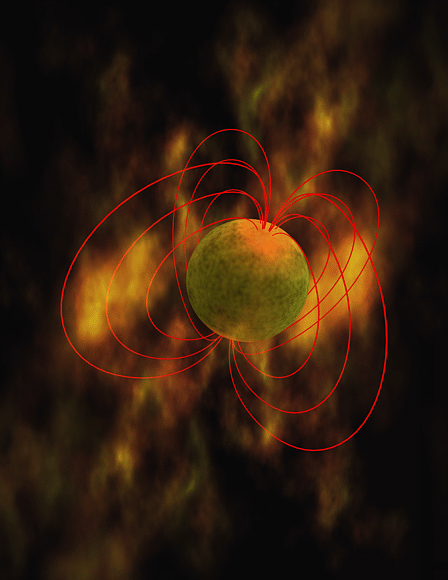
Figura artística de una magnetoestrella.

Uno de los posibles modelos finales que pueden describir a los brotes de rayos gamma cortos son las llamados destellos o megadestellos de magnetoestrellas. Algunos satélites han descubierto una pequeña población de objetos en el plano galáctico que con frecuencia emiten pequeños brotes de rayos gamma y rayos X (Burrows, 2005). Debido a que estas fuentes se repiten y que las explosiones tienen espectros muy breves de alta energía, se consideran una clase separada de los objetos usuales y se excluyeron de estudios posteriores de GRB (Burrows, 2005). Sin embargo, ahora a estos objetos se les considera estrellas de neutrones extremadamente magnetizadas, denominados magnetares, son capaces de producir estallidos demasiado luminosos. El evento más poderoso observado hasta la fecha, ocurrió el 27 de diciembre de 2004, se originó en el magnetar SGR 1806-20 y fue lo suficientemente brillante como para saturar los detectores de todos los satélites de rayos gamma en órbita y alteró significativamente la ionosfera de la Tierra (Hurley, 2005).
Aunque menos luminosos que los estallidos normales de rayos gamma, estos eventos serían detectables a distancias cercanas a lugares como el cúmulo de Virgo. Se han asociado tres explosiones de rayos gamma con brotes de SGR en galaxias más allá de la Vía Láctea: el GRB 790503b en la Gran Nube de Magallanes, GRB 051103 de la galaxia de Bode y GRB 070201 de la galaxia de Andrómeda (Bekenstein, 1973). Todos los objetos mencionados anteriormente producen agujeros negros rodeados de escombros en forma toroidal, un agujero negro rotacional transporta energía de rotación en un momento angular (Kerr, 1963), expresado como:
{\displaystyle E_{spin}={\frac {1}{2}}I\Omega _{H}^{2}}
donde 
{\displaystyle I=4M^{3}(\cos(\lambda /2)/\cos(\lambda /4))^{2}} y
{\displaystyle \Omega _{H}=(1/2M)\tan(\lambda /2)}
denotan el momento de inercia y la velocidad angular del agujero negro en la expresión trigonométrica {\displaystyle \sin \lambda =a/M} para el momento angular específico {\displaystyle a} de un agujero negro de Kerr de masa {\displaystyle M} (Bekenstein, 1973). Se ha reconocido que la energía de centrifugado de un agujero negro de Kerr puede alcanzar una fracción sustancial de su masa-energía total {\displaystyle M} (Maurice, 2009).